# Первомайский (Чердаклинский район)
Первомайский — посёлок в Чердаклинском районе Ульяновской области России. Входит в состав Октябрьского сельского поселения.

## География
Посёлок находится в западной части Левобережья, в лесостепной зоне, в пределах Низкого Заволжья, к югу от автодороги Р241, на расстоянии примерно 9 километров (по прямой) к юго-западу от посёлка городского типа Чердаклы, административного центра района. Абсолютная высота — 97 метров над уровнем моря.
Климат
Климат характеризуется как умеренно континентальный, с тёплым летом и умеренно холодной зимой. Средняя температура воздуха самого тёплого месяца (июля) — 20 °C (абсолютный максимум — 39 °C); самого холодного (января) — −13,8 °C (абсолютный минимум — −47 °C). Продолжительность безморозного периода составляет в среднем 131 день. Среднегодовое количество атмосферных осадков составляет 406 мм. Снежный покров образуется в конце ноября и держится в течение 145 дней.
Часовой пояс
Посёлок Первомайский, как и вся Ульяновская область, находится в часовой зоне МСК+1. Смещение применяемого времени относительно UTC составляет +4:00.

## История
История основания посёлка началось на землях отруба кулаков Архиповых, получивших свои наделы в ходе Столыпинских реформ, жителями из села Петровка было основано новое поселение Петровские выселки.
Во времена НЭПа жителями из села Петровка было снова основано поселение Петровские выселки, а также Новоконская и вошли в состав Петровский с/с.
В феврале 1930 года был образован совхоз «имени Сакко и Ванцетти», куда вошли 3 отделения (посёлка) — Октябрьский (1-е отделение), Пятисотенный (3-е отделение) и Первомайский (2-е отделение).
С 1942 года совхоз был передан в ведомство НКВД и в 3-х посёлках образовались исправительно-трудовые колонии — совхоз становится местом расселения репрессированных немцев — Трудовая армия. За колючей проволокой были построены бараки для осужденных, а рядом — землянки для конвоиров.
В конце 1940-х гг. около Петровских выселок открыли молочно-товарную ферму (МТФ) «Первомайская».
В 1955 году в посёлок были переселены часть жителей сёл Петровка, Октябрьская ферма и других населённых пунктов, попавших в зону затопления Куйбышевской ГЭС. Из села Архангельское была перенесена центральная усадьба совхоза «Октябрьский». По нему, посёлок отделения совхоза им. Сакко и Ванцетти, получил новое название — Октябрьский. Посёлок Выселки и МТФ Первомайская были объеденены и стал называться сначала 2-е отделение, а затем — Первомайский .
В 1959 году в жизни посёлков произошли изменения, так как хозяйство было передано в систему Министерства сельского хозяйства, в ведение Ульяновского сельскохозяйственного института. Хозяйство получило новое направление элитно-семеноводческое с развитым мясо-молочным животноводством.

## Население
| 2010 |
| ---- |
| 1187 |

Национальный состав
Согласно результатам переписи 2002 года, в национальной структуре населения русские составляли 67 % из 1186 чел.

## Достопримечательности

Памятник погибшим воинам.

- Памятник погибшим воинам.Памятник погибшим воинам.

Археологические памятники:
- Курганная группа Первомайский I (2 насыпи) 2-я пол. I I тыс. до н.э.(?);
- Курганная группа Первомайский II (2 насыпи) 2-я пол. I I тыс. до н.э.(?);
- Курганная группа Первомайский III (2 насыпи) 2-я пол. I I тыс. до н.э.(?);
- Курганная группа «Первомайский IV (2 насыпи) 2-я пол. I I тыс. до н.э.(?);
- Курган Первомайский I 2-я пол. I I тыс. до н.э.(?);
- Курган Первомайский II 2-я пол. I I тыс. до н.э.(?);
- Курган Первомайский III 2-я пол. I I тыс. до н.э.(?)[12];

## Инфраструктура
- На территории посёлка есть аэродром «Первомайский» (17L/35R, 17R/35L), для обработки сельхозугодий.